# Stelle principali della costellazione dell'Ariete
Segue un prospetto delle stelle principali della costellazione dell'Ariete, elencate per magnitudine decrescente.